# UPT Tanjung Agung
UPT Tanjung Agung is een bestuurslaag in het regentschap Lebong van de provincie Bengkulu, Indonesië. UPT Tanjung Agung telt 72 inwoners (volkstelling 2010).